# Mixosaure
El mixosaure (Mixosaurus, "llangardaix mixt") és un gènere d'ictiosaures mixosàurids que visqueren en el Triàsic mitjà, al territori que seria avui Àsia, Europa i Amèrica del Nord.
El gènere va ser nomenat l'any 1887 per George H. Baur. El nom significa "Llangardaix mixt", i va ser escollit perquè sembla que va ser una forma de transició entre els ictiosaures en forma d'anguila com Cymbospondylus i els posteriors ictiosaures en forma de dofí, com l'Ictiosaure. Baur va anomenar Mixosaurus com un gènere nou perquè la seva aleta anterior era prou diferent de la d'Ichthyosaurus.
El mixosaure inclou 3 espècies. Anteriorment, aquest nombre era més gran, i Mixosaurus era considerat com el gènere més comú d'ictiosaures del Triàsic, els fòssils dels quals s'han trobat a tot el món, inclosos, Xina, Timor, Indonèsia, Itàlia, Spitsbergen, Svalbard, Canadà, així com Alaska i Nevada als EUA.
Aquestes característiques ho defineixen com un mixt entre els ictiosaures posteriors i els rèptils del Triàsic.